# Kota
Kota là một thị xã và là một nagar panchayat của quận Bilaspur thuộc bang Chhattisgarh, Ấn Độ.

## Địa lý
Kota có vị trí 22°18′B 82°02′Đ / 22,3°B 82,03°Đ Nó có độ cao trung bình là 330 mét (1082 feet).

## Nhân khẩu
Theo điều tra dân số năm 2001 của Ấn Độ, Kota có dân số 15.020 người. Phái nam chiếm 51% tổng số dân và phái nữ chiếm 49%. Kota có tỷ lệ 66% biết đọc biết viết, cao hơn tỷ lệ trung bình toàn quốc là 59,5%: tỷ lệ cho phái nam là 76%, và tỷ lệ cho phái nữ là 55%. Tại Kota, 16% dân số nhỏ hơn 6 tuổi.